# Liechtensteiner Cup 1995/96
Der Liechtensteiner Cup 1995/96 war die 51. Austragung des Fussballpokalwettbewerbs der Herren in Liechtenstein. Der FC Vaduz konnte seinen im Vorjahr gewonnenen Titel erfolgreich verteidigen.

## Teilnehmende Mannschaften
Folgende 14 Mannschaften nahmen am Liechtensteiner Cup teil:
| - FC Schaan - FC Schaan II - FC Vaduz - FC Vaduz II - FC Ruggell - FC Ruggell II - FC Triesenberg | - FC Triesenberg II - FC Balzers - FC Balzers II - USV Eschen-Mauren - USV Eschen-Mauren II - FC Triesen - FC Triesen II |

## 1. Runde
Der FC Vaduz und der USV Eschen-Mauren hatten für diese Runde ein Freilos. Die Spiele des FC Ruggell und dessen zweiter Mannschaft wurden jeweils mit 3:0 für den Gegner gewertet, da Ruggell einen nicht spielberechtigten Spieler eingesetzt hatte.
|                      | Ergebnis |                |
| -------------------- | -------- | -------------- |
| FC Ruggell II        | 0:3 5:0  | FC Triesen II  |
| FC Balzers II        | 0:2      | FC Triesenberg |
| FC Triesenberg II    | 0:5      | FC Schaan      |
| USV Eschen-Mauren II | 0:9      | FC Balzers     |
| FC Schaan II         | 3:0 2:3  | FC Ruggell     |
| FC Vaduz II          | 1:0      | FC Triesen     |

## Viertelfinale
|                | Ergebnis |                   |
| -------------- | -------- | ----------------- |
| FC Triesen II  | 0:4      | USV Eschen-Mauren |
| FC Vaduz II    | 1:4      | FC Schaan         |
| FC Schaan II   | 0:8      | FC Balzers        |
| FC Triesenberg | 0:6      | FC Vaduz          |

## Halbfinale
|                   | Ergebnis |            |
| ----------------- | -------- | ---------- |
| FC Vaduz          | 3:2      | FC Balzers |
| USV Eschen-Mauren | 3:2      | FC Schaan  |

## Finale
Das Finale fand am 16. Mai 1996 in Triesen statt.
| Datum      |          | Ergebnis |                   |
| ---------- | -------- | -------- | ----------------- |
| 16.05.1996 | FC Vaduz | 1:0      | USV Eschen-Mauren |